# ال پلا د سانتا ماریا
ال پلا د سانتا ماریا (به اسپانیایی: El Pla de Santa Maria) یک شهرستان در اسپانیا است که در استان تاراگونا واقع شده‌است.

## خصوصیات
ال پلا د سانتا ماریا ۳۵٫۰۸ کیلومترمربع مساحت و ۲٬۳۷۱ نفر جمعیت دارد و ۳۸۱ متر بالاتر از سطح دریا واقع شده‌است.